# 吉岡鉱山
吉岡鉱山（よしおかこうざん、吉岡銅山（よしおかどうざん）、吹屋鉱山（ふきやこうざん）、吹屋銅山（ふきやどうざん）とも）は、岡山県川上郡成羽町吹屋（現：高梁市成羽町）に存在した鉱山。主に銅を産した。1972年（昭和47年）閉山。本坑は、高梁市成羽町坂本に所在した坂本抗であり、この他にも複数の支山を持っていた。過去には、石塔鉱山（せきとうこうざん）、関東鉱山（せきとうこうざん）と称された時代もあった。
2007年（平成19年）には、経済産業省より近代化産業遺産に認定された。

## 歴史
807年（大同2年）に開坑したとの伝承が残る。この他にも、南北朝時代末期（1400年頃）の開坑という説も存在する。また、開坑当初は銀山として稼働していたが、室町時代に銅山へと変更されたという説がある。戦国時代には、尼子氏と毛利氏の間で争奪戦となったとされ、江戸時代初期には、成羽藩の支配下となった。その後、江戸時代のほとんどの期間が天領に指定され、江戸幕府の直轄地として、代官の支配下にあった。吉岡鉱山の採掘の歴史には、元禄年間、享保-天保年間、明治-昭和年間の3つの繁栄期があった。

### 元禄年間
1690年頃、天領の時代に後の住友財閥の源流となる泉屋の泉屋吉右衛門が経営権を取得した。泉屋が経営するようになってから吉岡鉱山は更なる隆盛を見せ、吹屋の人口は1,000人ほどにまでになったが、泉屋は伊予国で新たに発見された別子銅山の経営へと注力するようになり、20年ほどで吉岡鉱山の経営からは撤退している。元禄年間の繁栄期は35年間ほどで終わった。この時代、採掘された鉱石は、現在の高梁市成羽町下原に所在する総門まで馬で運ばれ、そこから高瀬舟を用いて成羽川、高梁川を通って、現在の倉敷市玉島の玉島港へと出荷された。玉島港からは瀬戸内海を通って、大阪の銅役所へと運搬されたという。その後は、地元の銅山師が経営を担っていた。江戸時代の採掘は手堀で行われ、鉱区も狭い範囲であった。湧水に悩まされ、水抜き坑道が完成した時期に採掘が大きく進捗した。

### 享保-天保年間
大塚家が経営権を取得。初代の大塚孫一が「福岡屋」の屋号で採掘を行った。福岡屋による採掘は1度の中断を挟んで1716年から1842年の107年間続いた。のちに福岡屋は酒造業に転身し、屋号を「備前福岡屋」に変えて福岡県に移った。

### 明治-昭和年間
1873年（明治6年）に、三菱商会が経営権を取得した。三菱により取得された後は、周辺の小規模な鉱山を合併して規模を拡大していった。三菱は、削岩機やダイナマイトを導入して採掘作業を近代化していった。この近代化の中で、三菱は自社発電所の建設も行っているが、1903年（明治36年）に竣工した笠神発電所は、岡山県下初の水力発電所であった。この他にも軌道やインクラインも整備しているが、その内吉岡銅山専用軌道は岡山県下2例目の馬車軌道であった。この他に、精錬のために日本初の洋式溶鉱炉の導入も行っている。なお吉岡鉱山は、三菱が手掛けた初の金属鉱山であり、後の三菱による全国各地の鉱山開発の規範となったとされる。1900年代の吉岡鉱山は、岡山県下最大の銅山であるだけでなく、都窪郡中庄村（現：倉敷市中庄・黒崎）に所在した帯江鉱山と共に日本国内でも5本の指に入るとされる程の国内屈指の規模を誇る銅山でもあった。明治時代から大正時代にかけての吉岡鉱山は、1,300人程度の従業員を抱える鉱山であり、この時期においては吉岡鉱山は日本三大鉱山（銅山）の一つであったともされる。
1931年（昭和6年）に三菱が経営から撤退し、閉山した。三菱が撤退したのは、第一次世界大戦後の不況と、それに続く世界恐慌によるものとされる。第二次世界大戦後、鉱山が再開されるが1972年（昭和47年）に再び閉山した。明治-昭和年間の採掘は57年間続いた。

## 産業遺構

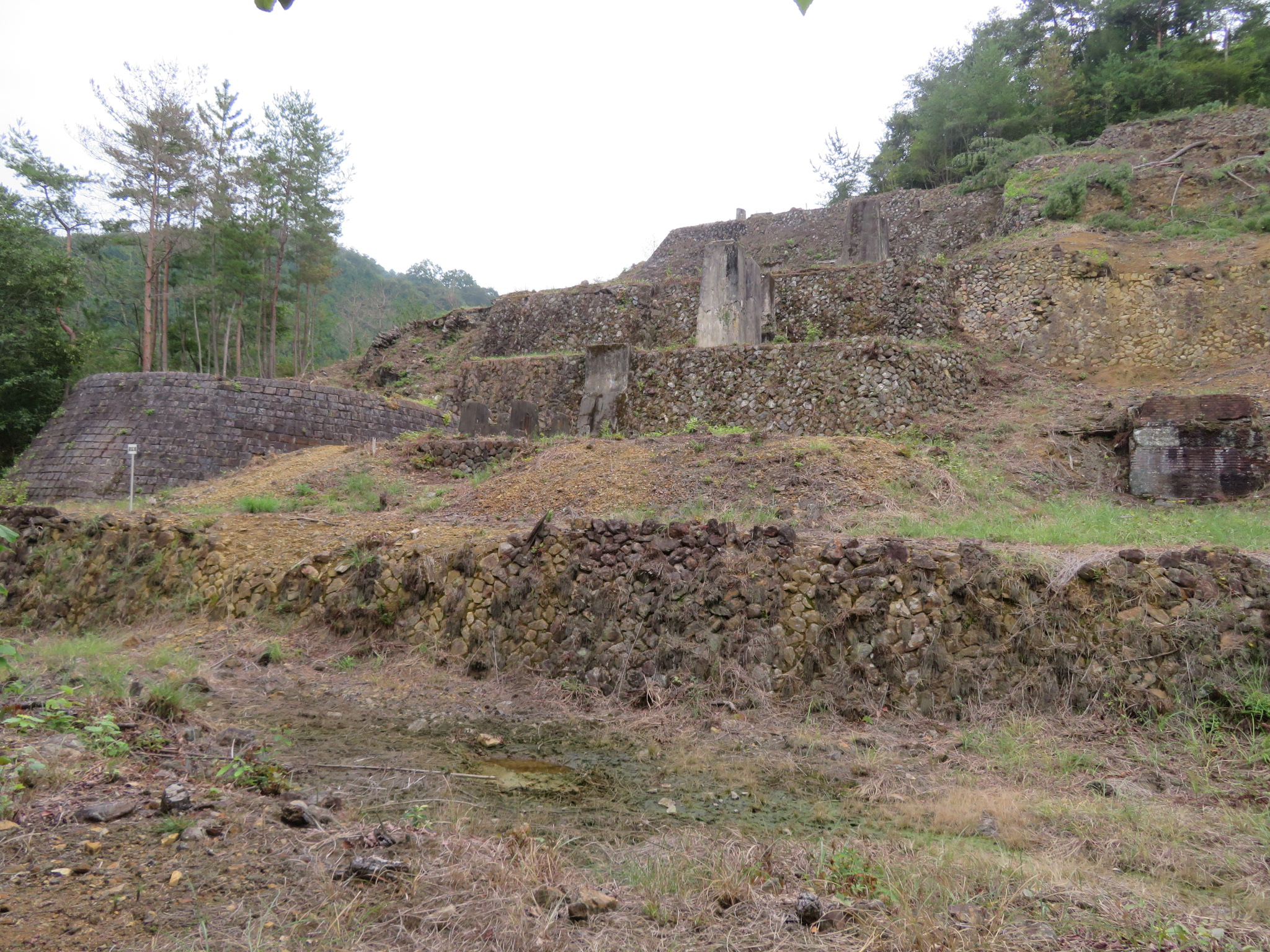
鉱山施設跡

鉱山の主産物以外にも、鉱業副産物の緑礬や弁柄が多く産され、商人に多くの財をもたらしている。これらの財を成した商人たちによって、江戸時代から明治時代にかけて吹屋の町並みが形成された。
閉山後、鉱山施設のほとんどは解体撤去されており、跡地も自然へと戻っているが、それでも坑道、選鉱場及び製錬所、沈殿槽、大煙突に続いていた半地下式の煙道等の遺構が残っている箇所がある。この内、高梁市成羽町中野に残る笹畝坑道は、吉岡鉱山の支山として江戸時代から大正時代まで採掘が行われていた坑道であるが、その内300m程度が観光用坑道として一般公開されている。なお笹畝坑道は、地下で本坑であった坂本抗と繋がっている。この他にも三菱の象徴であるスリーダイヤの刻印が残る山神社跡も遺っている。